# Hinduísmo na África
A história do hinduísmo em África é bem mais curta se comparada com a história do Islamismo, Cristianismo e Judaísmo em todo continente Africano. No entanto, a presença de seus praticantes na África remonta dos tempos pré-coloniais, até épocas medievais.
Assim, o hinduísmo foi apenas enraizar-se na África, através do imperialismo britânico, que colonizou grande áreas em todo o Velho Mundo, em especial a totalidade do subcontinente indiano e mais da metade sul do continente africano, somada a porções de terras do Norte da África (surgindo estados hoje modernos como o Egito e Sudão).
Muitos indianos deixaram a sua terra natal para buscar fortuna trabalhando como soldados civis, militares e prestadores de serviço em todo o Império Britânico, residindo principalmente nas colônias britânicas do sul e do leste da África. Os seus descendentes, eventualmente, ganharam status de classe média nesses países, uma posição que pouco mudou na África pós-colonial.
O Hinduísmo não foi usualmente propagado com a mesma dimensão ou através dos mesmos meios que as outras duas maiores religiões organizadas do planeta. Sua prática limitou-se a comunidades Indo-Africanas nesses países. No entanto, no pós-colonial da África sub-saariana, um pequeno aumento do hinduísmo e sua propagação fora da comunidade Indo-Africano ocorreu, liderada por pessoas como Swami Ghanananda, o primeiro hindu Swami de Gana.
Hoje, Lagos, na Nigéria, que não recebeu um grande fluxo dos primeiros imigrantes indianos como aconteceu em países como a África do Sul e Uganda, é o lar de mais de 25.000 hindus, a maioria convertida e recente, pós-independentes imigrantes indianos. Trata-se principalmente do trabalho dos missionários ISKCON.
O Hinduísmo, que tem sido citado como possuindo muitos paralelismos com a espiritualidade africana, recebeu forte oposição da elite cristã e da minoria muçulmana desses países. A fé Swaminarayan tem uma quantidade considerável de seguidores na África. Vários templos pertencentes à fé foram construídas no Quênia, Uganda, Tanzânia e Zâmbia.